# コルドゥバ (小惑星)
コルドゥバ (365 Corduba) は、小惑星帯にあるとても大きな小惑星である。C型小惑星であり、炭素化合物からなっていると考えられる。
1893年3月21日にオーギュスト・シャルロワがニースで発見した。スペインの都市コルドバ (Córdoba) のラテン語名から名づけられたと考えられている。